# Войкарский Сор
Войкарский Сор — крупное соровое озеро в левобережье Нижней Оби, образованное разливом реки Войкар при её впадении в Малую Горную Обь в Шурышкарском районе Ямало-Ненецкого автономного округа.

## Описание
Озеро сильно разливается летом, зимой уровень падает. При низкой воде (как правило, в августе) занимает площадь 44,0 км², превращаясь в болото. Имеет максимальные размеры 13,6 × 9,2 км. Озеро мелкое, наибольшая глубина — 1,5 м. Озеро Войкарский Сор сточное, сток осуществляется в Малую Горную Обь. В середине августа начинают дуть сильные ветры, которые поднимают на озере большие волны. При впадении находится деревня Усть-Войкары. Двумя мысами посередине озеро разделено на западный и восточный плёс. Берега низкие, покрыты лесом, редколесьем, местами заболочены. На южном (правом) берегу озера имеются кедрачи. Значительная часть берега затапливается в половодье. Водное зеркало расположено на высоте 3 м над уровнем моря.
На северном берегу, в 0,2-0,3 км к западу от деревни Усть-Войкары, находится памятник археологии Усть-Войкар 1.
В озере обитают ценные породы рыб: пелядь, тугун, чир, пыжьян и другие.